# Jambu Swami

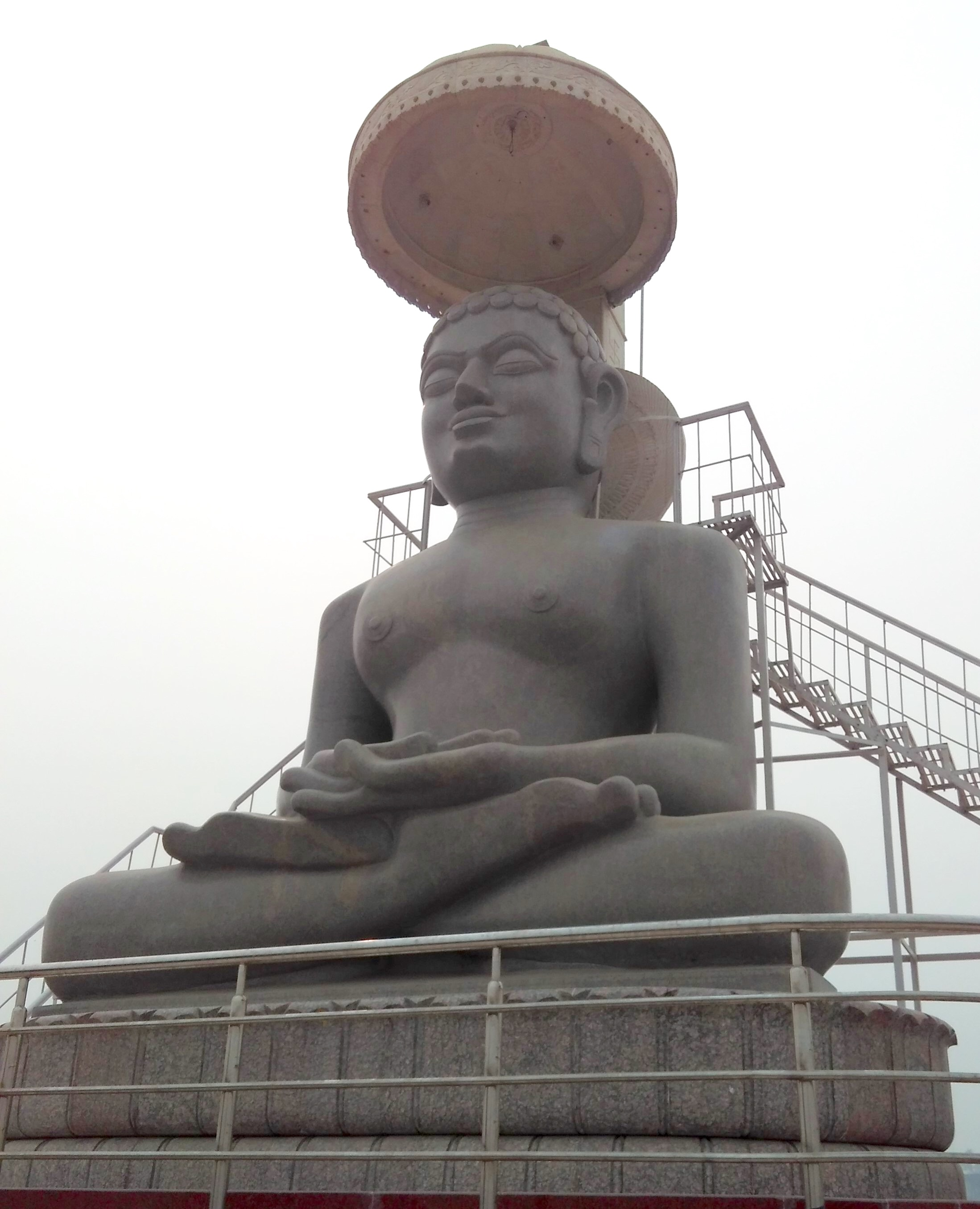
Estatua de Jambu Swami en Mathura Chaurasi

Jambu Swami o Jambuswami (543-449 a. C.) fue un religioso de India y el sucesor espiritual de Sudharma Swami en la orden religiosa jainista reorganizada por Mahavira. Permaneció como cabeza de la orden durante aproximadamente 40 años, después de lo cual se cree que ganó el estado de omnisciencia Kevala Jnana. Se cree que es el tercer y último kevali (ser omnisciente) después de Mahavira en la tradición jainista. Se cree que alcanzó la liberación moksha a la edad de 84 años en Mathura.
Jambu fue sucedido por Prabhava (443-338 a. C.), quien fue convertido de bandido a jainista por él. Prabhava fue sucedido por Shayyambhava (377-315 a. C.).